# Mannheimer Forum
Mannheimer Forum. Ein Panorama der Naturwissenschaften, war ein von Hoimar von Ditfurth 1972 begründetes und von ihm herausgegebenes Jahrbuch, verlegt in der Studienreihe Boehringer Mannheim. Es war eine Fortführung der seit 1964 ebenfalls von Ditfurth vierteljährlich herausgegebenen Zeitschrift n+m (Naturwissenschaft und Medizin). „Sein Motiv ist der Versuch, den von fachlicher Pflichtlektüre überlasteten Arzt den 'Blick über den Zaun' zu erleichtern, die Möglichkeit, sich über die wichtigsten und interessantesten Entwicklungen in den außerhalb seines eigenen Fachgebietes gelegenen Forschungsbereichen zu informieren.“ (v. Ditfurth, erstes Vorwort 1972)
Im Mannheimer Forum veröffentlichten "namhafte Wissenschaftler des In- und Auslandes" zu naturwissenschaftlichen, medizinischen, pädagogischen, philosophischen, historischen, archäologischen und allgemeinwissenschaftlichen Themen. Jeder Band bestand aus ca. 200 Seiten mit ca. drei bis sechs Beiträgen und vielen, oft farbigen Illustrationen und Fotografien. Die Jahrgänge 79/80, 80/81 und 81/82 sind neben Boehringer auch bei Hoffmann und Campe erschienen. Mit dem Band 88/89 kam Ernst Peter Fischer als zusätzlicher Herausgeber hinzu. Der folgende Band 89/90 erschien erstmals im Piper Verlag, es war zugleich der letzte Band mit Hoimar von Ditfurth als Mitherausgeber. Seit dem Jahrgang 92/93 erschien das Mannheimer Forum teils auch als Neue Horizonte im Piper Verlag. Das letzte Erscheinungsjahr war 1999 (das Mannheimer Forum wurde, nachdem die Pharmaziefirma Boehringer-Mannheim von Hoffmann-La Roche übernommen worden war, umgehend eingestellt, der letzte Band trägt die Nummer 98/99).

## Inhalt der Jahrbücher

### 72
- Konrad Lorenz: Wissenschaft, Ideologie und das Selbstverständnis unserer Gesellschaft. Kritische Anmerkungen zur "empty organism"-Doktrin der behavioristischen Schule.
- Theo Herrmann: Psychologie und der "nichtssagende Organismus". Eine Erwiderung auf den vorstehenden Aufsatz von K. Lorenz.
- Max Delbrück, Edward Lipson und Carol Lipson: Anfänge der Wahrnehmung. Untersuchungen über den Mechanismus der Wandlung von Sinnessignalen bei Phycomyces.
- Maarten Schmidt: Das Rätsel der Quasare. Ein zusammenfassender Bericht über diese kosmischen Objekte, die bisher allen Erklärungsversuchen getrotzt haben.
- James Mellaart: Älter als Babylon. Die Geschichte der Entdeckung und Ausgrabung von Catal Hüyük, einer Stadt aus der Steinzeit.
- Bernhard Hassenstein: Verhaltensbiologische Aspekte der frühkindlichen Entwicklung und ihre sozialpolitischen Konsequenzen. Neuere Erkenntnisse der Verhaltensforschung lassen manche unserer pädagogischen und juristischen Normen als fragwürdig erscheinen.

### 73/74
- Günther Osche: Das "Wesen" der biologischen Evolution. Grundprinzipien, Wege und Möglichkeiten der stammesgeschichtlichen Entwicklung.
- Manfred Eigen und Ruthild Winkler: Ludus vitalis. Die theoretische Analyse zeigt, dass Entstehung und Ablauf des "Evolutionsspiels" weder allein dem Zufall noch ausschließlich gesetzmäßiger Notwendigkeit unterworfen sind. Die Schöpfung scheint einen dritten Weg gegangen zu sein.
- Georges Ungar: Der molekulare Code des Gedächtnisses. Die Untersuchung von Hirnextrakten, mit denen sich bestimmte Erfahrungen von einem Versuchstier auf ein anderes übertragen lassen, legt den Gedanken nahe, dass das Gehirn Informationen nach einem Prinzip speichert, das dem des genetischen Codes analog ist.
- Alfred Rust: Handwerkliches Können und Lebensweise der Steinzeitmenschen. Die vergleichende Auswertung der Artefakte ermöglicht eine erstaunlich detaillierte Rekonstruktion der Lebensumstände und der Entwicklung unserer prähistorischen Urahnen.

### 74/75
- Hans Jürgen Eysenck: Psychoanalyse – Wissenschaft oder Ideologie?. Eine mit engagierter Polemik vorgetragene Attacke gegen die Wissenschaftlichkeit der Lehre Sigmund Freuds.
- Alexander Mitscherlich und Lutz Rosenkötter: Hans Jürgen Eysenck oder die Fiktion der reinen Wissenschaft. Zwei namhafte Psychoanalytiker antworten auf die im vorhergehenden Aufsatz vorgetragene Polemik.
- Earl Frieden: Zur biochemischen Evolution "essentieller" Elemente. Biochemische Überlegungen liefern heute Erklärungen für die Gründe, aus denen im Verlauf der Evolution nur ganz bestimmte Elemente zum Aufbau biologischer Strukturen und insbesondere zur Entwicklung der heutigen Enzymsysteme verwendet worden sind.
- David M. Gates: Der Energiefluß in der Biosphäre. Neue Daten erlauben es, den Weg der von der Sonne kommenden Energie bis zum Endverbraucher Mensch am Ende der Nahrungskette zu verfolgen und die Grenzen für die biologische Produktivität der Erdoberfläche quantitativ abzuschätzen.
- Franz Georg Maier: Methoden der Archäologie. Die moderne archäologische Forschung bedient sich bei der Aufspürung, Sicherung und Auswertung der Relikte untergegangener Kulturen einer großen Zahl den unterschiedlichsten Disziplinen entliehener Hilfsmittel, deren optimaler Einsatz eine sorgfältig geplante Strategie voraussetzt.

### 75/76
- Karl R. Popper: Von den Quellen unseres Wissens und unserer Unwissenheit. Läßt sich "Wahrheit" erkennen? Können wir wissen, ob unser Wissen "wahr" ist? Welche Wege führen zu "wahrer" Erkenntnis?
- Peter Sitte: Zelluläres und Molekulares: Biologie der Minimal-Organismen. Biochemische und elektronenoptische Befunde eröffnen neue Einblicke in den Feinbau der Zellorganelle und damit in den Zusammenhang von Struktur und Funktion.
- Kenneth J. Hsü: Als das Mittelmeer eine Wüste war. Bericht über eine Forschungsreise, die zu einer revolutionierenden geologischen Entdeckung führte.
- Wolfhard Schlosser: Sterne und Steine. Urtümliche Formen der Astronomie und Zeitbestimmung von der Steinzeit bis heute.

### 76/77
- Feodor Lynen und Guido R. Hartmann: Zur Struktur und Wirkungsweise von Enzymen. Am Beispiel der biologischen Fettsäuresynthese wird das Prinzip der enzymatischen Wirkung und des Aufbaus von Multienzymkomplexen geschildert.
- Arthur Kornberg: Die DNS-Synthese – ein Angelpunkt der biologischen Revolution. Die Erkenntnisse über den Mechanismus der Übersetzung genetischer Informationen kündigen eine revolutionierende Wende der Möglichkeiten für medizinische Therapie an.
- Paul Bach-y-Rita: Hirnplastizität und sensorische Substitution. Bei Versuchen, ausgefallene Sinnesleistungen durch elektronische Hilfsmittel zu ersetzen, ergab sich eine erstaunliche funktionelle Anpassungsfähigkeit des Zentralnervensystems.
- Vassos Karageorghis: Kition – eine phönizische Hafenstadt der späten Bronzezeit. Die Ausgrabungen der zyprischen Stadt hat neben einzigartigen kulturellen Dokumenten auch Spuren der Tatsache ans Licht gebracht, daß um die Vorherrschaft im östlichen Mittelmeer schon vor drei Jahrtausenden nicht weniger hartnäckig gerungen wurde als heute.

### 77/78
- John C. Eccles: Hirn und Bewußtsein. Die heute vorliegenden neurohistologischen und neurophysiologischen Befunde veranlassen den Autor zur Aufstellung einer wissenschaftlichen Hypothese über den Zusammenhang von Geist und Materie.
- Wolfgang Wickler und Uta Seibt: Vom Egoismus der Gene. Ein revolutionierend neues Erkenntnisprinzip macht erstmals die Besonderheiten der Evolution sozialer Verhaltensweisen verständlich.
- Klaus Schmidt-Koenig: Orientierung und Navigation bei Vögeln. Trotz aufwendiger Anstrengungen in zahlreichen Instituten und ungeachtet vieler neuer Entdeckungen sind die zentralen Fragen in diesem Forschungsgebiet noch immer unbeantwortet.
- Hartwig Altenmüller: Vom Weiterleben altägyptischer Symbole in der abendländischen Kultur. Wenn uns manche altägyptischen Symbole seltsam vertraut vorkommen, so deshalb, weil sie, wenn auch in mannigfaltig verwandelter Form und Bedeutung, durch Tradition über Jahrtausende hinweg bis in die Gegenwart überlebt haben.

### 78/79
- Rupert Riedl: Über die Biologie des Ursachen-Denkens – ein evolutionistischer, systemtheoretischer Versuch. Eine Analyse des Zusammenwirkens der vier aristotelischen Ursachen im Schichtenbau der realen Welt ergibt, daß die uns von der Stammesgeschichte anerzogenen Denkstrukturen der Wirklichkeit keineswegs vollkommen entsprechen.
- Heinrich K. Erben: Über das Aussterben in der Evolution. Das Erlöschen einer Stammeslinie ist zwar ein ebenso unausweichliches Ereignis wie der individuelle Tod, dabei aber dennoch ein mit diesem nicht wirklich vergleichbares evolutionsspezifisches Phänomen. Die ihm ursächlich zugrundeliegenden Faktoren sind bis heute noch längst nicht vollständig bekannt.
- James A. Hopson: Waren die Dinosaurier Warmblüter?. Die Paläontologen begnügen sich heute nicht mehr mit der bloßen Rekonstruktion morphologischer Merkmale und evolutiver Abläufe, sondern schließen darüber hinaus auch auf die physiologischen Eigenschaften und Lebensgewohnheiten ausgestorbener Arten. Im Falle der Saurier hat dieser neuartige Ansatz zu einigen überraschenden Resultaten geführt.
- Franz Kollmansperger: Erosion – eine globale Gefahr. Neu ist nicht mehr die Erkenntnis, daß eine sich übermäßig vermehrende Menschheit die Biosphäre und damit ihre eigene Lebensgrundlage aus dem Gleichgewicht zu bringen droht. Neu und beunruhigend ist dagegen die Entdeckung, daß auch gutgemeinte "helfende" Eingriffe in die Umwelt immer häufiger zu großräumigen Zerstörungen führen, weil unser ökologisches Wissen noch zu lückenhaft ist.

### 79/80
- Bernhard Katz: Die Funktionsmechanismen der Synapse. Der Ort der interneuralen Impulsübertragung stellt sich der modernen Forschung mehr und mehr als molekularer Mikrokosmos dar, dessen Kompliziertheit hinter jener der zellularen Struktur des Zentralnervensystems nicht zurückbleibt.
- Anthony C. H. Durham: Wie verursachen Viren Krebs?. Viren werden häufiger als man noch bis vor kurzem glaubte zu einem Bestandteil des Genoms der befallenen Zelle. Mit diesem werden sie vererbt, um möglicherweise erst Generationen später zur "Transformation" einer Zelle, die deren krebsiger Entartung vorausgeht, beizutragen.
- Wolfgang Gentner, Hildegund Gropengiesser und Günter A. Wagner: Blei und Silber im ägäischen Raum. Die Möglichkeit der Bestimmung der exakten Isotopenverteilung im Metall antiker Münzen gestattete erstmals dessen Herkunftsnachweis und darüber hinaus die Rekonstruktion von Handelswegen und wirtschaftlichen Abhängigkeiten in der Ägäis des 5. vorchristlichen Jahrhunderts.

### 80/81
- Ilya Prigogine: Zeit, Entropie und der Evolutionsbegriff in der Physik. Die 1977 mit dem Nobelpreis gewürdigten Untersuchungen des Autors schlagen erstmals eine fundamentale Brücke zwischen Physik und Biologie: Zeitliche Abläufe und Evolution erweisen sich als zentrale Begriffe auch für das Verständnis der physikalischen Welt.
- Bernd-Olaf Küppers: Evolution im Reagenzglas. Experimente mit molekularen Systemen zeigen, daß selektierende Optimierungsprozesse nicht nur bei belebten Organismen eine Rolle spielen. Der Nachweis von Selektionsmechanismen und von ihnen gesteuerten evolutiven Abläufen an molekularen Strukturen trägt zum Verständnis der Lebensentstehung bei.
- Egon-Horst Schröter: Porträt eines Sterns. Ein zusammenfassender Bericht über den heutigen Stand der Erforschung der Sonne. Ungeachtet einer Vielzahl zum Teil gänzlich neuartiger Beobachtungstechniken sind die auf unserem Zentralgestirn herrschenden Bedingungen und Vorgänge noch immer weitgehend undurchschaut.
- Ann Rosalie David: Ägyptische Mumien. Die Autorin berichtet über die bisherigen Ergebnisse des von ihr geleiteten Manchester Museum Egyptian Mummy Research Project, die systematische Untersuchung einer großen Sammlung altägyptischer Mumien durch ein multidisziplinäres Forscherteam.

### 81/82
- Werner Arber: Das Bakterium E. coli unter der Lupe der Molekulargenetiker. Eine zusammenfassende Darstellung des augenblicklichen Wissensstandes über Gene, Chromosom, Plasmide und Viren des bevorzugten Untersuchungsobjekts der Molekularbiologie mit einem Ausblick auf die Zukunftschancen der Gentechnologie.
- Werner Nachtigall: Flugmaschine Fliege. "Resynthetische" Betrachtung eines Fluginsekts unter Berücksichtigung anatomischer, strukturell-mechanischer, flugdynamischer, kybernetischer und energetischer Aspekte.
- Helmut Kyrieleis: Das Hera-Heiligtum auf Samos. Bericht über die bisherigen und allerneuesten Grabungsergebnisse auf dem Areal einer Tempelanlage, die über ein Jahrtausend lang zu den bedeutendsten religiösen Zentren der antiken Welt gehörte.

### 82/83
- Gunther S. Stent: Ethische Dilemmas der Humanbiologie. Nicht nur ihre praktischen Konsequenzen konfrontieren die biologische Forschung immer häufiger mit ethischen Problemen, auch die Konzepte der Ethologie und der Soziobiologie werfen irritierende Fragen hinsichtlich der Grundlagen sittlichen Verhaltens auf.
- Hubert Markl: Untergang oder Übergang – Natur als Kulturaufgabe. Eine wissenschaftliche Analyse und quantitative Beschreibung der unserer expandierenden Gesellschaft drohenden ökologischen Gefahren nebst begründeten Hinweisen auf existierende Auswege.
- Norbert Hilschmann: Die Immunität – eine vorprogrammierte Reaktion auf das Unerwartete. Eine molekularbiologische Antwort auf die paradox erscheinende Frage, wie der genetische Erwerb der Fähigkeit zur spezifischen Reaktion auf beliebige, sogar auf natürlich nicht vorkommende Antigene möglich ist.
- Klaus Nohlen: Die Wiederaufrichtung des Traian-Heiligtums in Pergamon. Ein Bericht über die denkmalpflegerischen, historischen und technischen Aspekte der Wiedererrichtung einer römischen Tempelanlage an einer klassischen Grabungsstätte der deutschen Archäologie.

### 83/84
- Paul C. W. Davies: Geburt und Tod des Universums. Nichts währt ewig – nicht einmal "die Welt" selbst. Eine zusammenfassende Darstellung des aktuellen Standes der Kosmologie, unseres Wissens über den Anfang und das Ende des Kosmos.
- David T. Lykken und Thomas J. Bouchard: Genetische Aspekte menschlicher Individualität. Die Untersuchung getrennt, in möglichst unterschiedlichen Milieus, aufgewachsener eineiiger Zwillinge hat in der alten Diskussion über den Einfluß von genetischer Anlage und prägenden Umweltfaktoren besondere Bedeutung. Die Autoren legen die vorläufigen Ergebnisse der größten bisher durchgeführten derartigen Untersuchung vor, die seit 1979 in Minneapolis in Gang ist.
- Wolfram Schüffel: Selbsthilfe der Patienten – eine Herausforderung für den Arzt und für den Staatsbürger. Angesichts der seit Jahren zu beobachtenden Tendenz bestimmter Patientenkategorien, sich zu "Selbsthilfegruppen" zusammenzuschließen, hat die Redaktion einen erfahrenen Psychosomatiker und Medizinsoziologen gebeten, eine Übersicht über die Entstehungsgeschichte und Struktur dieser Gruppen und ihrer praktischen Bedeutung für den Arzt zu geben.
- Jan Assmann: Krieg und Frieden im alten Ägypten: Ramses II. und die Schlacht bei Kadesch. Die formale und inhaltliche Analyse zeitgenössischer Bildberichte über eine altägyptische Schlacht liefert unerwartete und eindrucksvolle Einsichten in die Vorstellungswelt und das Selbstverständnis der Ägypter zur Zeit der 19. Dynastie.

### 84/85
- Heinrich Schipperges: Die Medizin im Panorama der letzten hundert Jahre. Skepsis und Zweifel rühren sich heute nicht nur angesichts des Weiteren wissenschaftlich-technischen Fortschritts ganz allgemein. Sie werden auch in der Medizin laut, in einem Augenblick, in dem diese Disziplin objektiv das erfolgreichste Jahrhundert ihrer bisherigen Geschichte hinter sich gebracht hat. Der Autor geht den Gründen dieses paradoxen Phänomens nach und wagt einen Ausblick auf die weitere Entwicklung.
- Friedrich Vogel: Wir sind nicht die Sklaven unserer Gene. Eine kritische Erwiderung auf Lykken und Bouchard, die in der vorjährigen Ausgabe dieser Reihe aufgrund von Untersuchungen an getrennt aufgewachsenen Zwillingen für einen Vorrang der Rolle erblicher Faktoren bei der Entwicklung der menschlichen Persönlichkeit plädiert hatten.
- Hans-Georg Schweiger: Auf der Suche nach dem molekularen Mechanismus der circadianen Uhr. Alle bisher darauf untersuchten Lebewesen verfügen über eine "innere Uhr", die ihnen die vorwegnehmende Einstimmung auf den objektiv jeweils bevorstehenden Abschnitt des Tagesablaufs ermöglicht. Einer vom Autor geleiteten Arbeitsgruppe ist es in mehrjähriger Arbeit gelungen, die Natur des diesem angeborenen Zeitgeber zugrundeliegenden "Uhrwerks" grundsätzlich aufzuklären.
- Wolfgang Wickler und Uta Seibt: Formenreihen aus alter Zeit. Beispiele für die Fruchtbarkeit einer interdisziplinären Zusammenarbeit sind in der Archäologie längst nicht mehr die Ausnahme. Die Autoren berichten über einen besonders originellen Fall: Erst zoologisches Wissen und bei der Analyse biologischer Entwicklungsreihen erworbene Erfahrungen ermöglichten die zutreffende sozialpsychologische Deutung bildlicher Darstellungen auf alt-ecuadorianischen Spinn-Wirteln.

### 85/86
- Max Delbrück: Eine Verschwörung der Natur. Eine wissenschaftsgeschichtliche Betrachtung des Übergangs vom anschaulichen Weltbild der "klassischen Physik" zu dem anti-intuitiven, abstrakt bleibenden Weltbild der Relativitätstheorie und Quantenmechanik aus der Sicht eines der bedeutendsten Naturwissenschaftler unserer Zeit.
- John Cairns: Die geschichtliche Entwicklung der Mortalität. Die zusammenfassende Untersuchung der Veränderungen der menschlichen Lebenserwartung eröffnet nicht nur aufschlußreiche Ausblicke in die Lebensumstände vergangener Epochen. Ihre statistische Auswertung führt darüber hinaus zu überraschenden Erkenntnissen hinsichtlich der Bewertung medizinischer Entdeckungen.
- Hans Wilhelm Jürgens: Bevölkerungsexplosion und Völkertod. Das exponentielle Wachstum der Bevölkerung in manchen Erdregionen und der Rückgang der Geburtenzahlen in den meisten entwickelten Industriestaaten bilden den Hintergrund dieser Untersuchung der wichtigsten psychologischen, sozialen und kulturellen Faktoren, von denen die Größe einer Population reguliert wird.
- Adrienne L. Zihlmann: Die Rekonstruktion der Evolution des Menschen. Unter Hinzuziehung der Resultate verschiedener Disziplinen entwirft eine renommierte Paläoanthropologin ein zusammenfassendes Bild des augenblicklichen Wissensstandes über unsere biologische Vorgeschichte.

### 86/87
- Gerhard Vollmer: Wissenschaft mit Steinzeitgehirnen?. Warum und innerhalb welcher Grenzen reicht unser seit rund 30 Jahrtausenden genetisch festliegendes Erkenntnisvermögen zur Bewältigung der heutigen wissenschaftlichen und gesellschaftlichen Probleme aus?
- Günther Osche: Vom "Erscheinungsbild" der Blütenpflanzen. Die Farben und Formen pflanzlicher Blüten entsprechen bekanntlich spezifischen Verhaltensweisen ganz bestimmter fliegender Insekten. Der Autor rekonstruiert den Aublauf der Entwicklung, die zu der heute verblüffend detaillierter "Passung" geführt haben.
- Karl Steinbuch: Die Informationsflut – ihre Ursachen und ihre Folgen. Aller kulturelle und zivilisatorischer Fortschritt beruht auf der steten Vermehrung des einer Gesellschaft zur Verfügung stehenden Informationsvorrats. Auch in diesem Bereich hat das Wachstumstempo seit neuestem jedoch in beängstigendem Maße zugenommen.
- Hermann Kienast: Der Tunnel des Eupalinos auf Samos. Die Wiederentdeckung der Messmethoden und der Projektplanung, mit denen es vor zweieinhalb Jahrtausenden gelang, den Burgberg des Polykrates mit einem mehr als 1000 Meter langen Tunnel zu durchstoßen, lässt diesen als die archäologische Spur eines beispiellosen geistigen Wagnisses erkennen.

### 87/88
- Otto Detlev Creutzfeldt: Modelle des Gehirns – Modelle des Geistes?. Einer der Wissenschaftler, die zu diesen Erkenntnissen wesentlich beigetragen haben, berichtet zusammenfassend über den aktuellen Stand unseres Wissens von Bau und Funktion der Hirnrinde, unter Einschluß der sich aufgrund der vorliegenden Ergebnisse anbietenden Hypothesen über den Zusammenhang zwischen neurophysiologischer Struktur und psychischenTatbeständen.
- Ernst Peter Fischer: Eine verschränkte Welt. Eine Einführung in die Begriffswelt der Quantenphysik, welche die bedeutenden philosophischen Konsequenzen dieser außerordentlich schwierigen Disziplin für unsere Auffassung von Raum, Zeit und Realität auch dem Verständnis des Nichtspezialisten erschließt.
- Michael J. Benton: Aktuelle Probleme der Evolutionsforschung aus der Sicht des Paläontologen. Die Diskussion um die Reichweite und Erklärungskraft der Evolutionstheorie ist in den vergangenen beiden Jahrzehnten nicht zuletzt unter dem Eindruck paläontologischer Reihenuntersuchungen und Entwicklungsmodelle lebhaft und in manchen Punkten kontrovers geworden.
- Heinz Rembold: Die Aufklärung der Kastenentstehung im Bienenstaat. Eine jahrzehntelange Suche nach einem geheimnisvollen biologischen Wirkstoff führt zur Entdeckung bislang unbekannter Zusammenhänge zwischen der Ernährung und der endokrinen Steuerung des Wachstums und der Entwicklung von Insektenlarven.

### 88/89
- Wulf Rehder: Künstliche Intelligenz. Eine zusammenfassende Darstellung der wichtigsten bisherigen Versuche, die menschliche Intelligenz und andere psychische Leistungen mit Hilfe kybernetischer Apparaturen nachzuahmen, sowie der nachdenkenswerten Gründe, die dieses hochfliegende Ziel seit einigen Jahren immer weiter in die Ferne haben rücken lassen.
- Hans-Peter Harjes: Struktur und Dynamik der Erde. Neue seismische Analysemethoden, insbesondere die "seismische Tomographie", geben den Geophysikern neuerdings die Möglichkeit, die Struktur des Erdinneren mit einem noch vor wenigen Jahren undenkbaren Detailreichtum abzubilden.
- Hermann Flohn: Ändert sich unser Klima?. Eine Zusammenschau globaler Daten läßt es zunehmend wahrscheinlich werden, daß das Erdklima sich großräumig zu ändern beginnt. Als Ursache sind vor allem zivilisatorische Einflüsse anzunehmen. Die Folgen könnten einschneidend sein.
- Cornelia Weber-Lehmann: Bilder der Etrusker. Eine alle bisherigen Grabfunde im Gebiet Tarquinias zusammenfassende Auswertung liefert neue Hinweise auf das Alltagsleben und die Kultur des von uns bisher noch in mancher Hinsicht verkannten etruskischen Volkes.

### 89/90
- Martin Heisenberg: Über Universalien der Wahrnehmung und ihre genetischen Grundlagen. In Untersuchungen an der Fliege 'Drosophila' treffen Genetik und Wahrnehmungsforschung aufeinander.
- Gert Eilenberger: Komplexität. Ein neues Paradigma der Naturwissenschaften.
- Wolfgang Gerok: Die gefährdete Balance zwischen Chaos und Ordnung im menschlichen Körper. Gesundheit und Krankheit als komplexe Lebenserscheinungen.
- Christian Pfister: Wetter-Nachhersage. Was historische Daten über Schwankungen und Veränderungen unseres Klimas seit dem Hochmittelalter verraten.

### 90/91
- Gerhard Vollmer: Denkzeuge – Was sind und was können Algorithmen.
- Hans-Peter Vosberg: Konstanz und Variabilität im menschlichen Genom – die neuen Methoden der Genetik und ihre Anwendungsmöglichkeiten.
- Doris Bischof-Köhler: Jenseits des Rubikon: Die Entstehung spezifisch menschlicher Erkenntnisformen und ihre Auswirkungen auf das Sozialverhalten.
- Don Robins: Archäologie mit Elektronen – die Vermessung der Vergangenheit mit physikalisch-chemischen Hilfsmitteln.

### 91/92
- Max F. Perutz: Lebende Atomstruktur. Die Röntgenstrukturanalyse von Biomolekülen und ihre Bedeutung für die Medizin.
- Karin Mölling: Die Gene und der Krebs. Erkenntnisse der Virusforschung über die Entstehung von Tumoren.
- Ernst-Detlef Schulze: Waldschäden – die Erforschung ihrer Ursachen und Auswirkungen.
- John S. Morrison: Die athenische Triere – die Rekonstruktion eines Kriegsschiffes der griechischen Antike.

### 92/93
- Dirk Hellhammer: Wenn der Körper mit der Seele spricht. Ansätze zu einer Neuroimmunopsychobiologie.
- Gunther S. Stent: Die Autonomie des Menschen. Komplexität und Komplementarität des Geistes.
- Hans Primas: Ein Ganzes, das nicht aus Teilen besteht. Komplementarität in den exakten Naturwissenschaften.
- Halton C. Arp: Der kontinuierliche Kosmos. Vergangenheit und Zukunft des Universums.
- David Gibbins: Das im Mittelmeer verborgene Museum. Die Unterwasserarchäologie und die antike Welt im Mittelmeerraum.

### 93/94
- Volker Sommer: Homosexualität und Evolution.
- Kurt Bayertz und Jörg Schmidtke: Genomanalyse: Wer zieht den Gewinn?.
- Henning Genz: Etwas und Nichts: Die Symmetrien des Vakuums und der Welt.
- Jerry J. Brody: Wir nennen sie Anasazi: Die Menschen und ihre Geschichte im amerikanischen Südwesten.

### 94/95
- U. Benjamin Kaupp: Am Anfang des Sehens. Die Umwandlung des Lichtreizes in ein elektrisches Signal.
- Adolf-Henning Frucht und Joachim Zepelin: "Die Tragik der verschmähten Liebe". Die Geschichte des deutsch-jüdischen Physikochemikers und preußischen Patrioten Fritz Haber.
- Hans-Albert Kolb: Molekulare Maschinen und Membranen. Transportwege und Kanäle in biologischen Zellen und die Motoren, die sie betreiben.
- Sarah L. O’Hara: Kein Garten Eden. Was See-Sedimente uns über Umweltveränderungen in Zentralmexiko erzählen.
- Ernst Peter Fischer: Die Kunst, es nicht gewesen zu sein. Über die Verantwortung der Naturwissenschaftler und der Öffentlichkeit.

### 95/96
- Adolf Grauel: Neuronale Netze. Ein Einblick in die Versuche, das Gehirn als Neurocomputer zu verstehen.
- Erika Hagelberg: Molekulare Archäologie. Ein Fenster in der Vergangenheit.
- Bernhard vom Brocke: Das verschenkte Erbe. Über die Vernachlässigung der Wissenschaftsgeschichte in Deutschland.
- Linda Schele: Im Zeitalter der vierten Schöpfung. Religion und Kosmologie in der Welt der Maya.
- Helmut Bachmaier: Die Möglichkeit des Alters. Alterskultur und Bildung.

### 96/97
- Albrecht Schöne: Das Kollektivwerk Faust. Mediziner und Naturwissenschaftler als Mitarbeiter an Goethes Weltspiel.
- Wolfgang Schumann: Die molekulare Antwort auf Streß. Die Hitzeschock-Proteine und ihre Rolle in Biologie und Medizin.
- Martin Egli: Und er bewegt uns doch. Gregor Mendel beim Wort genommen: eine Lesestunde.
- Georg Franck: Die Ökonomie der Aufmerksamkeit. Ein anderer Blick auf die Wissenschaften.
- Judith Martin und Gunther S. Stent: Bioetikette. Über Anstand und gute Manieren in der Wissenschaft.

### 97/98 ("Gedächtnis und Erinnerung")
- Ernst Peter Fischer: Gedächtnis und Erinnerung. Anmerkungen zum neuen Mannheimer Forum 1997/98 und zur gewandelten Wahrnehmung von Wissenschaft.
- Ernst Florey: Die Zeit und das Denken. Altes und Neues über das Gedächtnis.
- Aleida Assmann: Zur Metaphorik der Erinnerung. Ein Rundgang durchs historische Museum der Imagination.
- Hans J. Markowitsch: Das Gedächtnis des Menschen. Psychologie, Physiologie und Anatomie.
- Wolfgang Hell: Gedächtnistäuschungen. Fehlleistungen des Erinnerns im Experiment und im Alltag.

### 98/99 ("Geburt und Tod")
- Bernd Warkentin: Die Evolution der menschlichen Geburt. Medizinische, biologische und anthropolische Aspekte.
- William R. Clark: Sex und die Ursprünge des Todes. Eine Betrachtung der biologischen Ebene.
- Arthur E. Imhof: Ars moriendi. Von der Kunst, das Leben zur rechten Zeit loszulassen.
- Lutz Röhrich: "Und wenn sie nicht gestorben sind...". Geburt und Tod in Märchen und Sage.
- Fritz Graf: "Allen Lebewesen gemeinsam". Geburt und Tod in der Antike.
- Jürgen Busche: Den Tod ernst nehmen. Die Provokation des Sokrates im Dialog Krition.

## Weblink
- http://www.hoimar-von-ditfurth.de/manforum.html